# Bay View Gardens
Bay View Gardens és una població dels Estats Units a l'estat d'Illinois. Segons el cens del 2000 tenia 366 habitants.

## Demografia
Segons el cens del 2000, Bay View Gardens tenia 366 habitants, 141 habitatges, i 105 famílies. La densitat de població era de 785,1 habitants/km².
Dels 141 habitatges en un 38,3% hi vivien nens de menys de 18 anys, en un 56,7% hi vivien parelles casades, en un 12,8% dones solteres, i en un 25,5% no eren unitats familiars. En el 24,1% dels habitatges hi vivien persones soles el 9,9% de les quals corresponia a persones de 65 anys o més que vivien soles. El nombre mitjà de persones vivint en cada habitatge era de 2,6 i el nombre mitjà de persones que vivien en cada família era de 3,06.
Per edats la població es repartia de la següent manera: un 28,1% tenia menys de 18 anys, un 7,1% entre 18 i 24, un 29,2% entre 25 i 44, un 24% de 45 a 60 i un 11,5% 65 anys o més.
L'edat mediana era de 38 anys. Per cada 100 dones de 18 o més anys hi havia 94,8 homes.
La renda mediana per habitatge era de 32.750 $ i la renda mediana per família de 37.614 $. Els homes tenien una renda mediana de 32.083 $ mentre que les dones 23.194 $. La renda per capita de la població era de 15.230 $. Aproximadament el 5,7% de les famílies i el 5,3% de la població estaven per davall del llindar de pobresa.

## Poblacions més properes
El següent diagrama mostra les poblacions més properes.